# You Really Got Me
You Really Got Me é uma canção de rock escrita por Ray Davies e tocada por sua banda, The Kinks. Ela foi lançada em 4 de agosto de 1964 como o terceiro single do grupo, e alcançou o número nas Parada de Singles do Reino Unido no mês seguinte ao seu lançamento, ficando por duas semanas. Ela mais tarde foi incluída em seu álbum de estréia, chamado Kinks.
"You Really Got Me" foi construída em torno das power chords, e isso influênciou bastantes em músicos de rock mais tarde, principalmente nos sub-gêneros do heavy metal e punk. O músico americano Robert Walser que escreveu isso, "esta é a primeira música que foi construída em torno de power chords", enquanto Denise Sullivan do Allmusic escreve, "You Really Got Me" continua a ser uma música de hard rock e heavy metal."
A revista Rolling Stone colocou a canção em número 82 na sua Lista das 500 melhores canções de todos os tempos e alcançou também o número 4 de 100 maiores canções com guitarra de todos os tempos. No começo de 2005, a música foi votada como sendo a melhor música inglesa da década de 1955-1965 pela rádio BBC. Em março de 2005, a Q magazine colocou a música em 9 colocada na lista das 100 melhores músicas com guitarra. Em 2009, ela ficou na 57 posição na lista das melhores canções de Hard Rock pela VH1.

## Versão do Van Halen
A banda americana de hard rock Van Halen gravou a faixa em 1978 para seu álbum de estréia, chamado Van Halen. Ela foi um hit muito popular que ajudou a dar um pontapé para a carreira da banda, como fez The Kinks 14 anos antes. A música foi usada como soundtrack para o filme Night Shift. Na rádio, ela era tocada frequentemente junto como "Eruption", que era um instrumental.

## Covers
- Mott the Hoople lançou ela de forma instrumental em 1969 no álbum Mott the Hoople.
- O grupo progressivo 801, que contava com Phil Manzanera e Brian Eno, tocou esta música em um concerto, e incluiu no seu álbum de 1976 intitulado 801 Live.
- Robert Palmer lançou esta música em 1978 no seu álbum Double Fun.
- Também foi regravada pelo Van Halen.
- Em 1993, Deborah Blando regravou a música para a edição especial de seu primeiro álbum, "A Different Story".